# Prieuré de Pommiers-en-Forez
Le prieuré-fortifié de Pommiers-en-Forez se situe dans la Loire à Pommiers.

## Histoire
Les premiers documents concernant Pommiers ont disparu. Il semble que vers la fin du IXe siècle, peut-être vers 878 ou 891, des moines venant de l'abbaye de Nantua s'installent et fondent un monastère bénédictin à Pommiers. Celui-ci passe en 960 sous l'autorité de l'abbaye de Cluny, puisque Nantua et ses dépendances sont absorbées par l'ordre de Cluny qui devient de plus en plus puissant à cette époque.

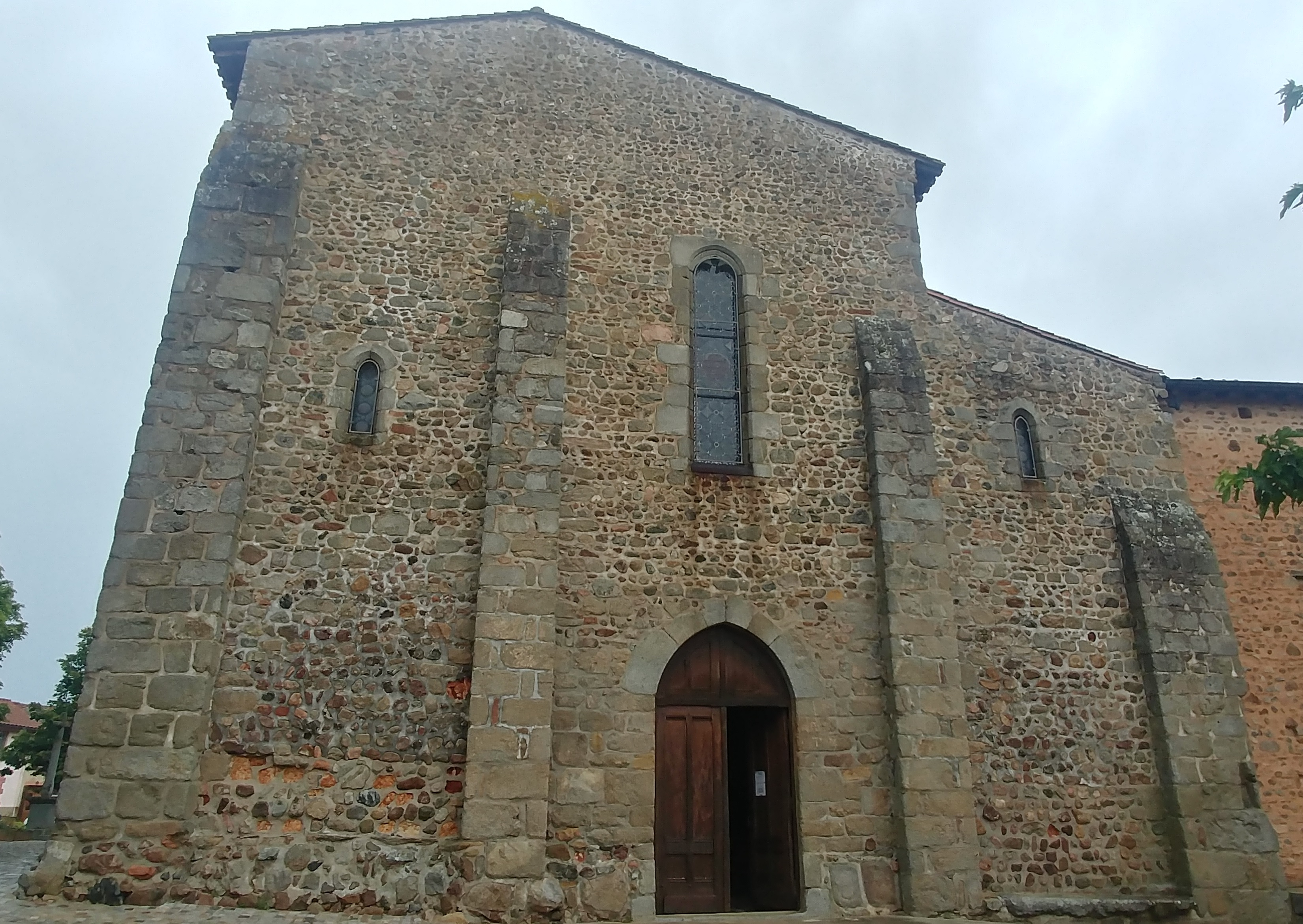
Façade de l'église prieurale Saint-Pierre-et-Saint-Paul du prieuré de Pommiers.

Le prieuré se développe, l'église prieurale est construite entre le XIe siècle et le XIIe siècle, et dédié sous le vocable de Saint-Pierre-et-Saint-Paul, comme l'abbatiale de Cluny à laquelle le prieuré est rattaché. L'ancienne église paroissiale Saint Julien, aujourd'hui maison particulière, servait d'église paroissiale puisque les moines étaient cloîtrés au sein du village. Au XIIIe siècle, le prieuré, avec douze moines dont le prieur (en 1281), est un des plus importants de l'ordre bénédictin, et le plus actif du Forez, puisque huit églises en dépendent directement : Saint-Julien de Pommiers, Bussy, Baroille, Grézolles, Juré, Saint-Marcel-d'Urfé, Nollieux et Saint-Germain-Laval.
Pommiers est saccagée lors de la guerre de Cent Ans. Une enceinte, avec trois tours accolées au mur sud du monastère, est construite. Il n'y a alors plus que cinq moines.[réf. nécessaire]
En 1452, le roi Charles VII vient à Pommiers et signe le 30 octobre un édit royal qui confirme l'université de Caen dans ses privilèges. Le roi François Ier vient aussi à Pommiers lors d'une chasse en 1531, puis à nouveau en 1537 au moment où il vient prendre possession du Forez pour le domaine royal après la défection de Charles III de Bourbon.

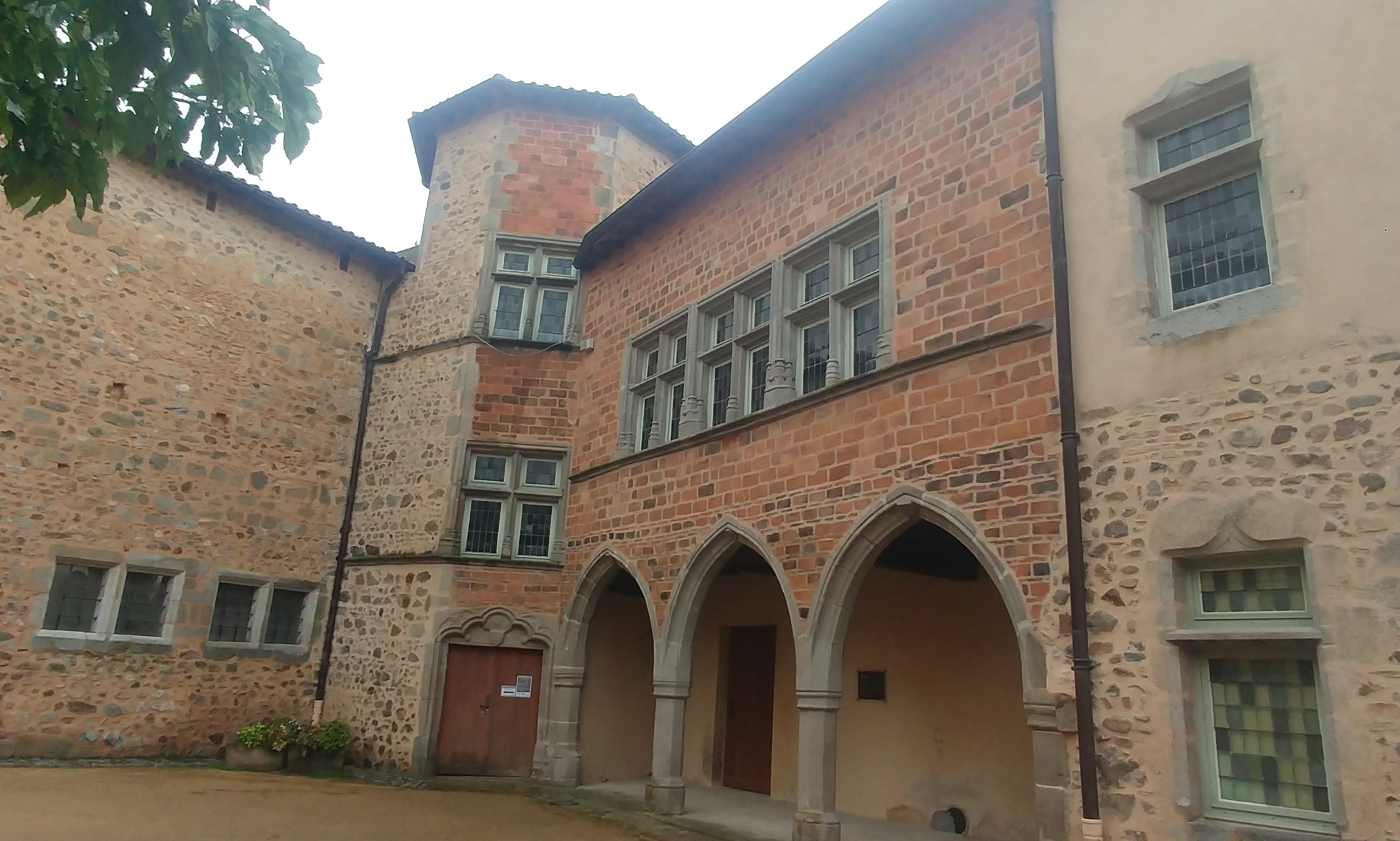
Logis du prieur de Pommiers.

Le prieuré tombe en commende au début du XVIe siècle. Le logis prieural est alors édifié. Parmi quelques grands prieurs : Merand de Grolée-Viriville ou Antoine d'Hostun, les sept prieurs de la famille de Rostaing, Raymond de Nolhac.
Après la Révolution française, en 1792, les moines quittent le prieuré et ce dernier est vendu comme bien national.

Une grande partie du prieuré est classée au titre des monuments historiques en 1983.

Dans le prieuré
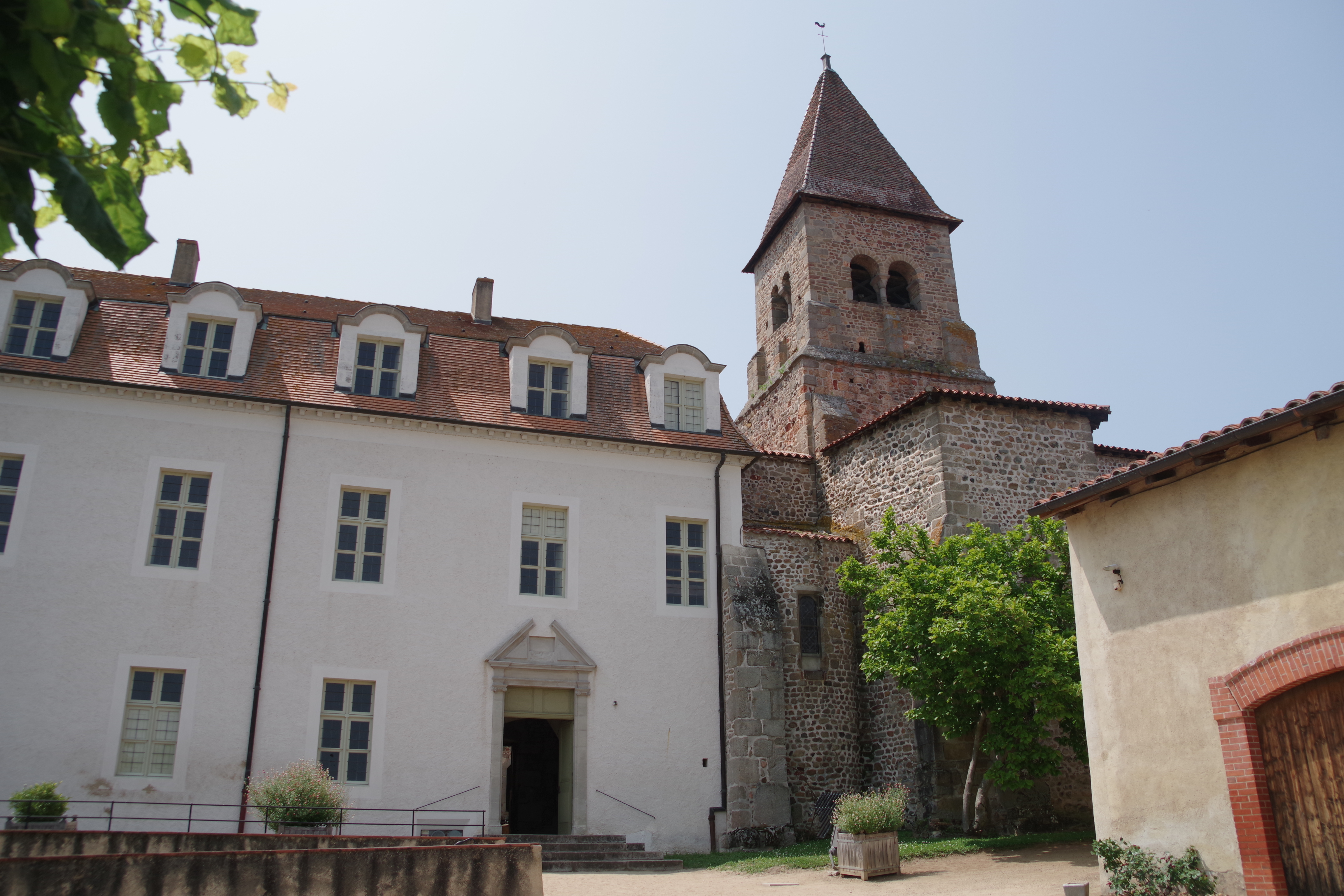
Vue sur le bâtiment du XVIIIe fermant le cloître, avec la prieurale à droite.
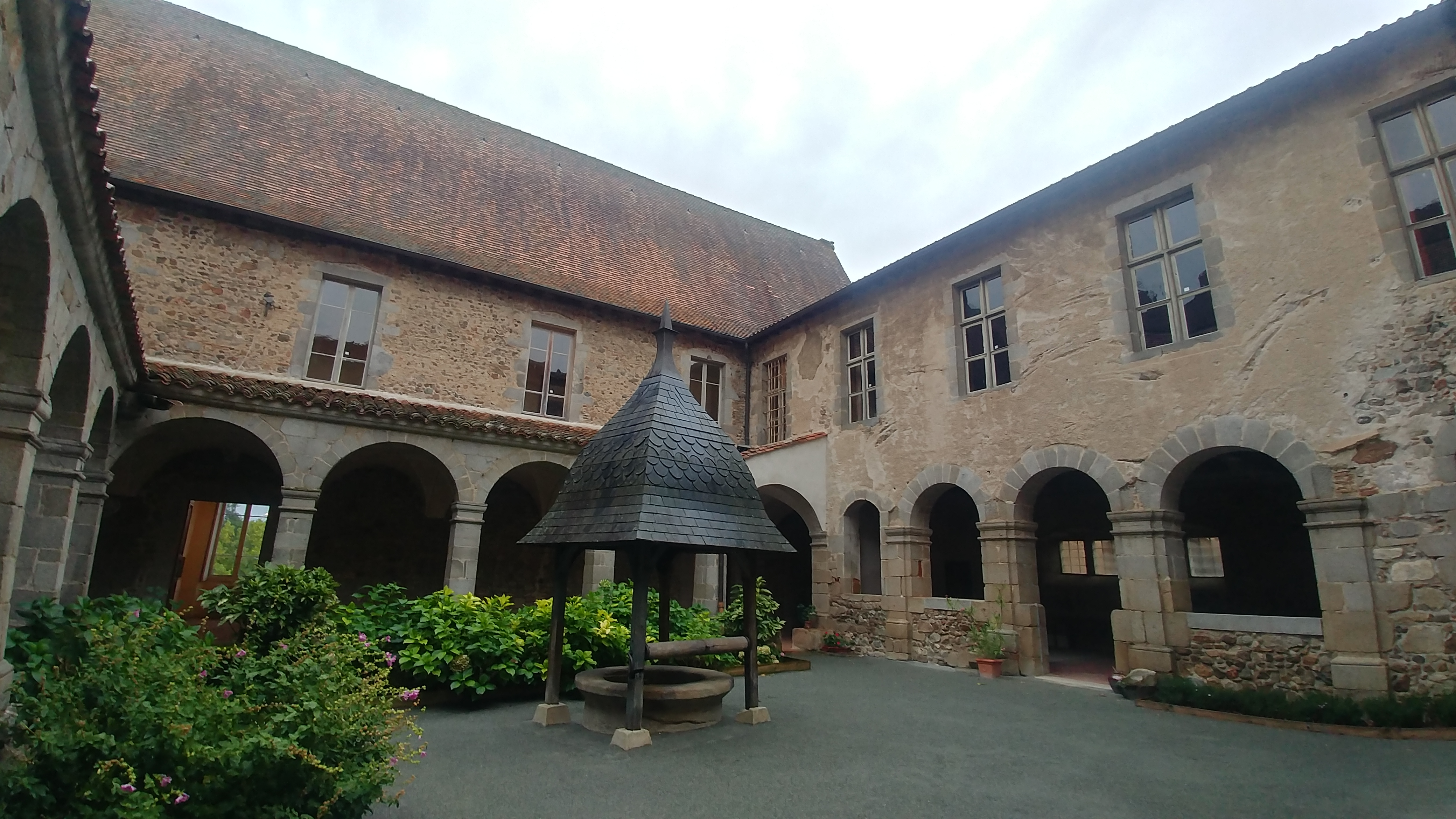
Dans le cloître, vue sur les murs sud et ouest (salle du chapitre).
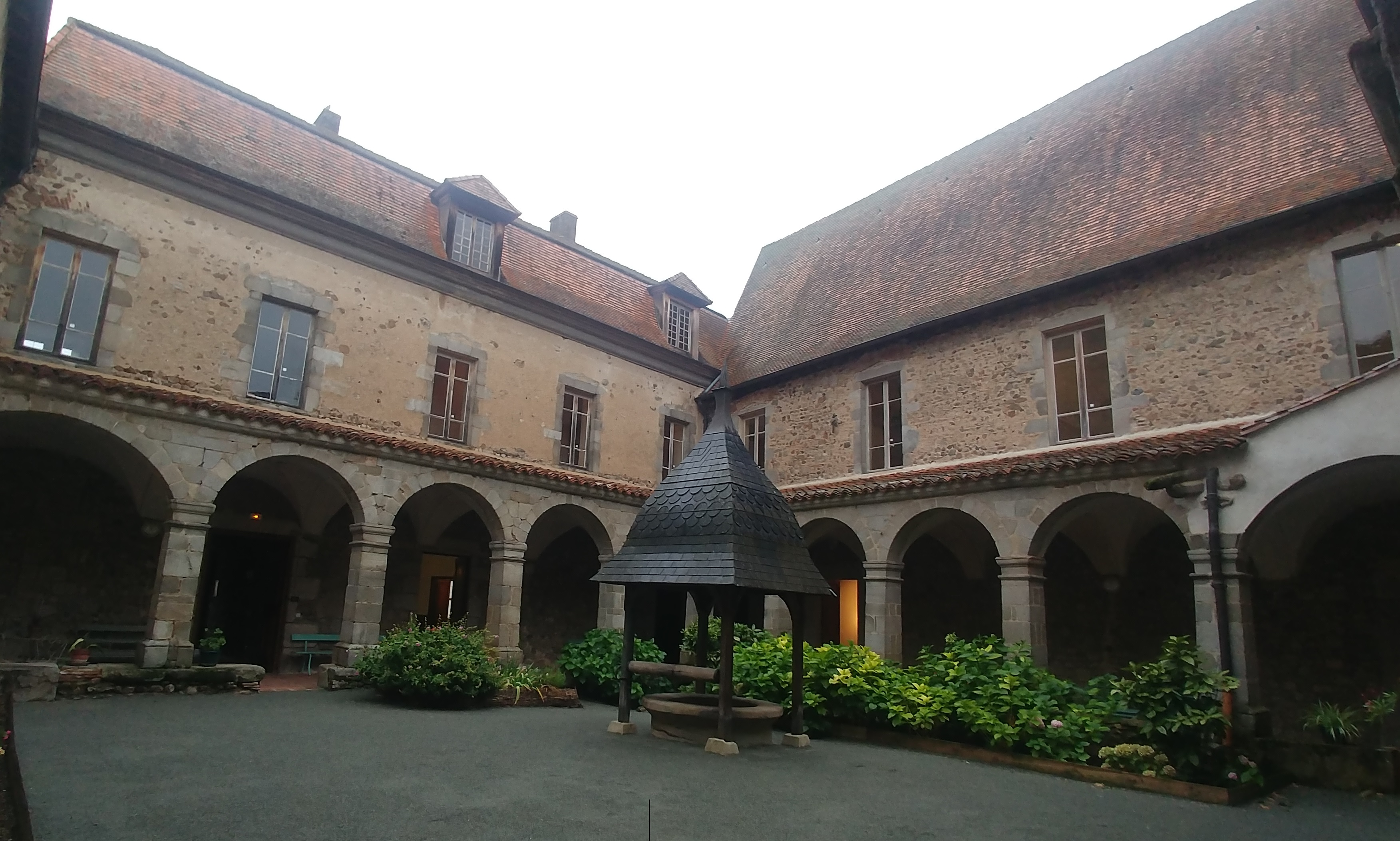
Dans le cloître, vue sur les côtés est et sud.
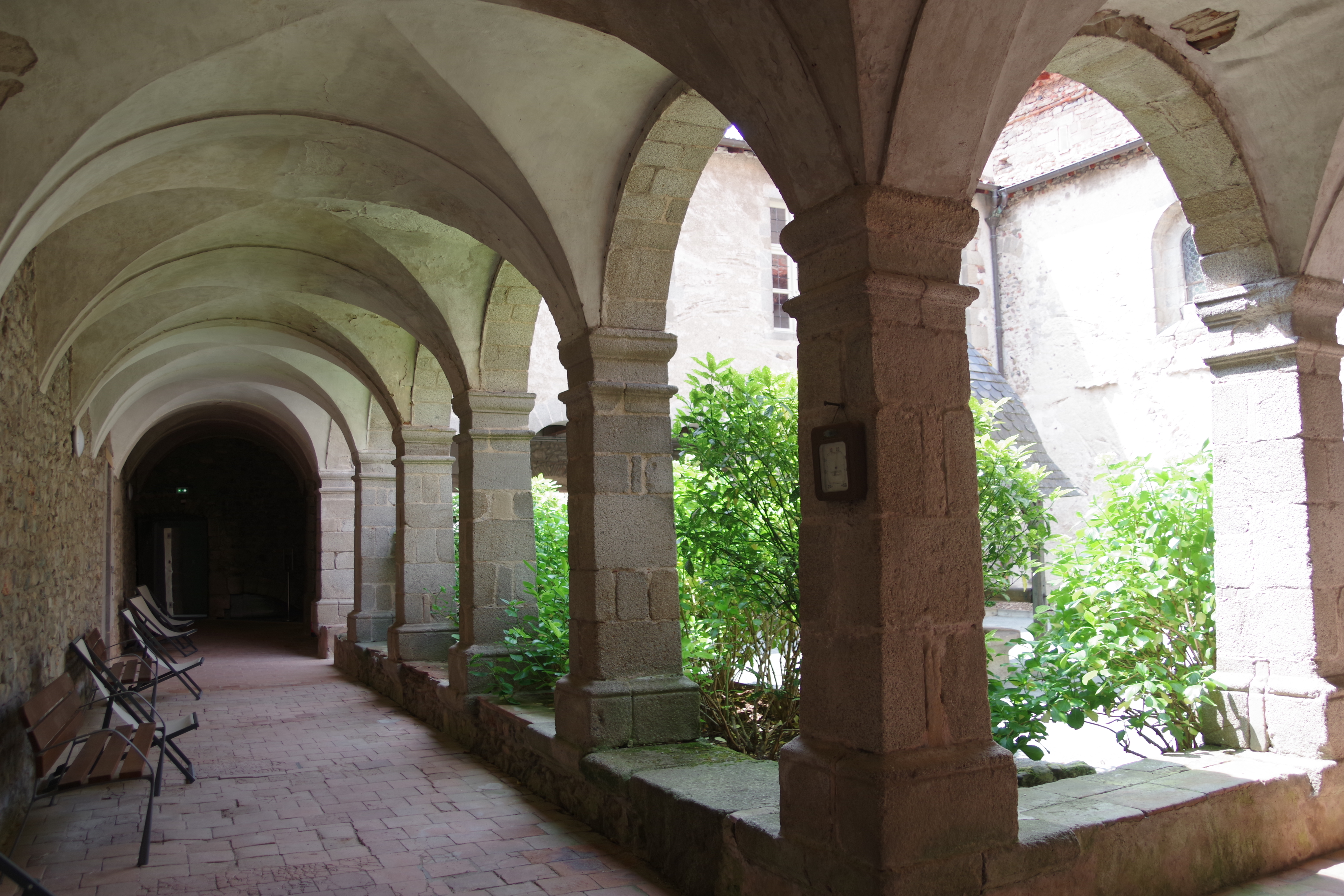
Galerie du cloitre.
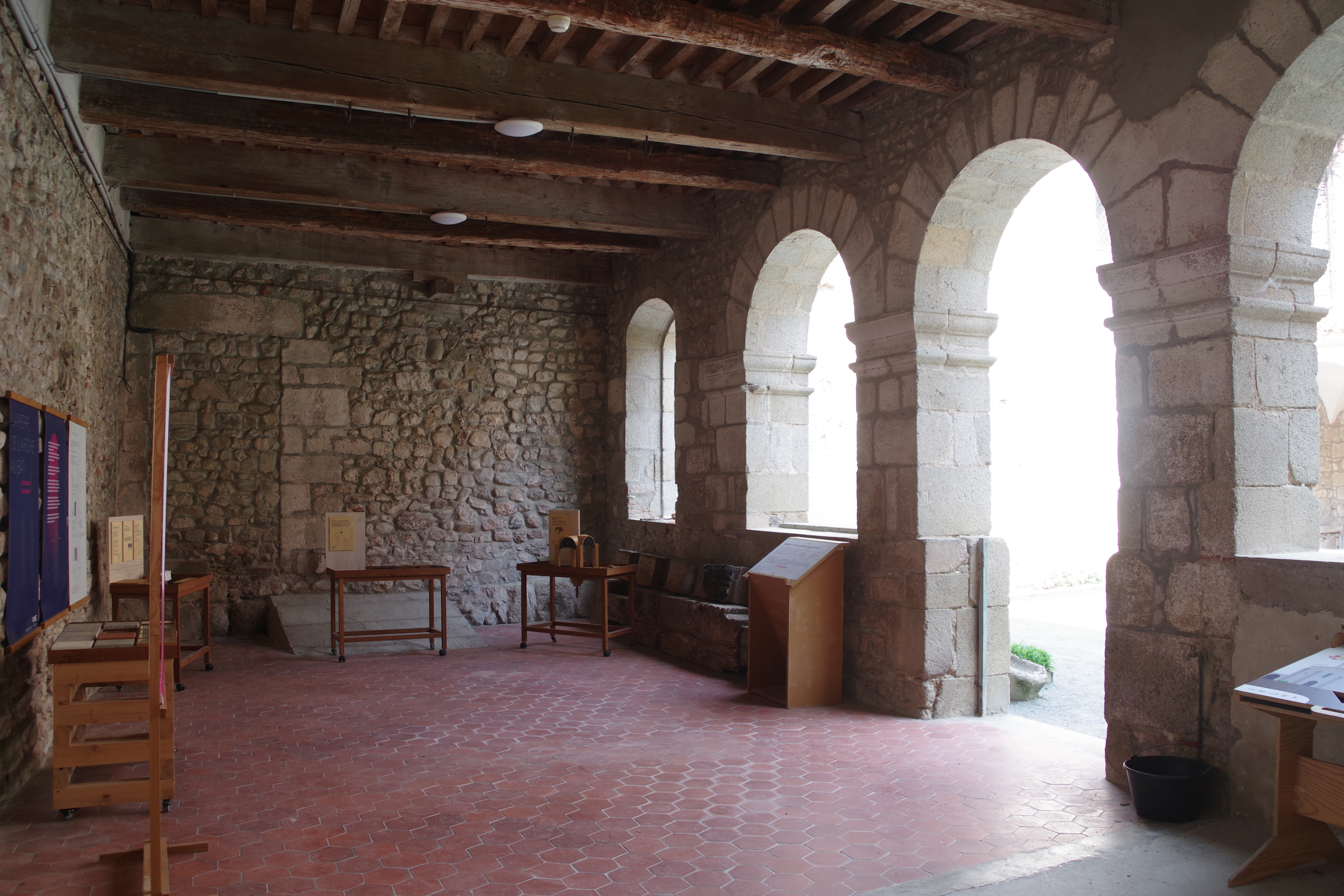
Salle du chapitre.
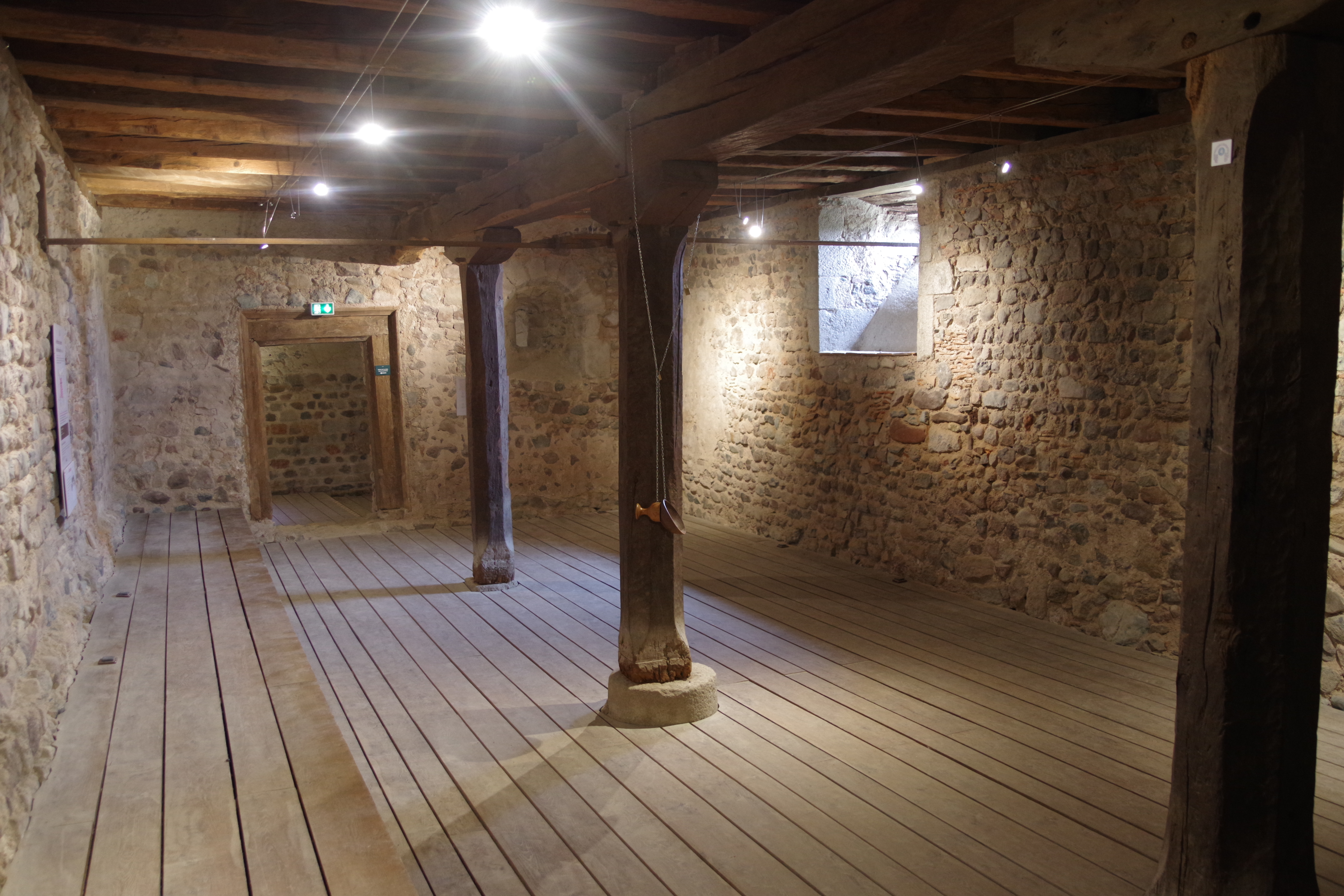
Ancien réfectoire.
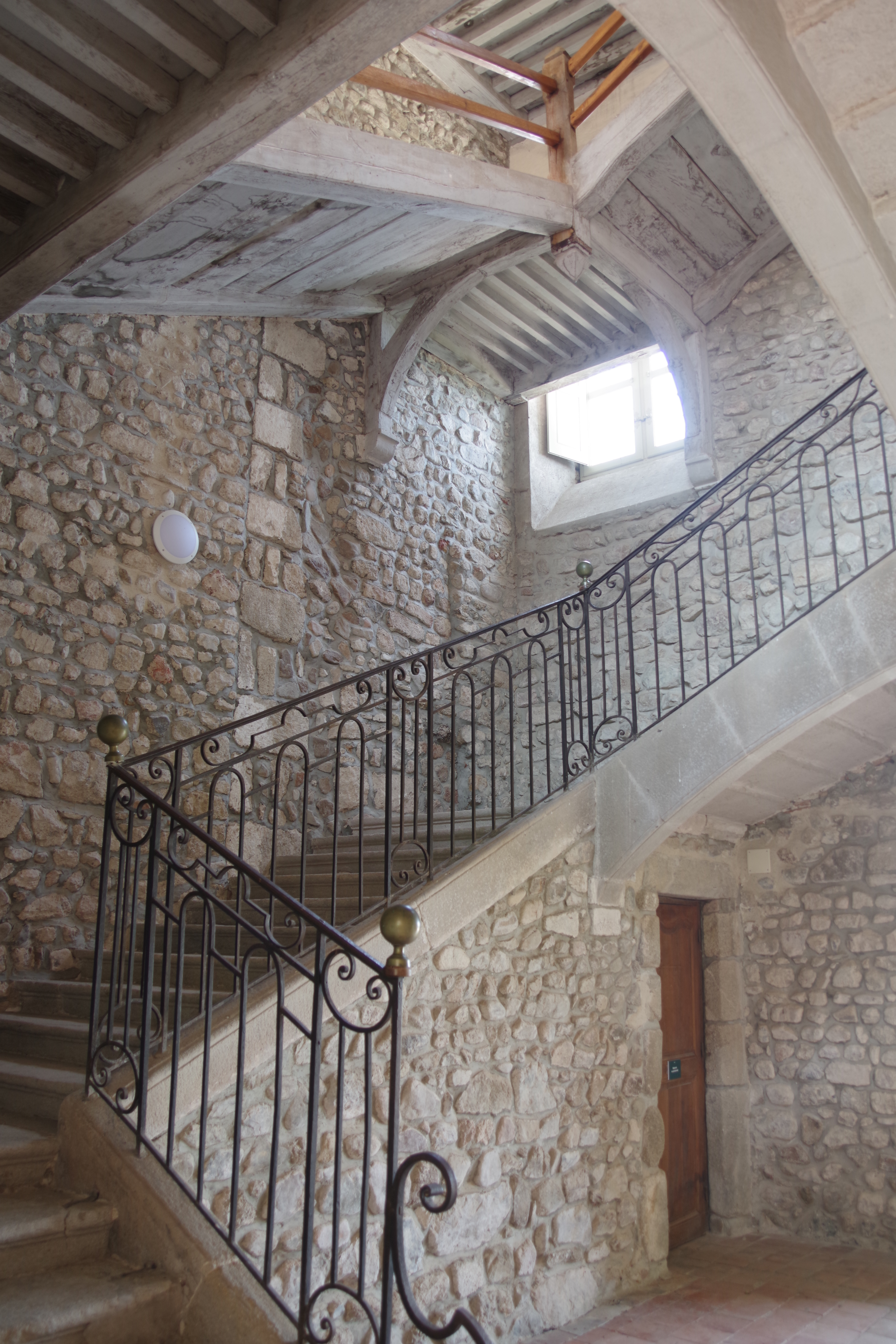
Escalier.